# مؤيد العتيلي
مؤيد العتيلي (ولد في 13 مارس 1951 - توفي في 30 كانون الثاني 2013 في الأردن)، شاعر فلسطيني له عدة دواوين شعرية.

## حياته
أكمل الصف الأول الثانوي، وبعد احتلال العصابات الصهيونيّة لما تبقى من الأراضي الفلسطينية نزح مع والدته وشقيقاته إلى عمّان . درس الصف الثاني ثانوي العلمي في كلية الحسين الثانوية ثم سافر مع عائلته إلى الكويت حيث شقيقه الأكبر يعمل مدرّساً هناك، درس الثانوية العامة في ثانوية الفحاحيل .

## الدراسة والسياسة
سافر في منحة دراسيّة إلى الجزائر حيث التحق بكليّة الطب هناك لمدّة سنتين، بدأ نشرَ قصائده مبّكراً وواصل النشر في صحيفة الشّعب الجزائرية، خلال السّنة الثانية سافر إلى فرنسا وألمانيا ناشطاً في صفوف الحركة الطلابيّة الفلسطينية، قطع دراسته وعاد إلى الأردن . في نهاية العام 1970 التحق بالجامعة الأردنية كليّة الاقتصاد والتجارة، واصل نشر قصائده في صحيفة الرأي الأردنية بالإضافة إلى المطبوعات الجامعيّة . التحق في صفوف الحزب الشيوعي الأردني في العام 1971 ، ونشط في الحركة الطلابيّة المحظورة آنذاك وشارك في تحرير مطبوعات اتحاد الطلاب المحظور وخاصة في الجانب الثقافي. اعتُقل في نهاية السّنة الثالثة بسبب نشاطه في الحركة الطلابيّة وانتمائه الحزبي، وتم منعه من السّفر واحتجاز جواز السّفر الخاص به واستمر ذلك حتى العام 1989 ، وخلال دراسته الجامعيّة أصبح عضواً في رابطة الكتاّب الأردنيين منذ بداية تأسيسها في العام 1974 .

## المناصب والأعمال
أصدر ديوانه الأوّل «أيُّنا يعقد المقصلة» في العام 1976 وفي العام نفسه ابتدأ عمله موظفاً في البنك العقاري العربي في عمان وظل يعمل حتّى العام 2003 حيث اختار التقاعد المبكّر. واصل نشر قصائده في الصحف الأردنية وأصدر عدّة دواوين شعريّة وكذلك عدداً من الروايات كان عضواً فاعلاً في رابطة الكتّأب الأردنيين وتمّ انتخابه لأكثر من دورة في الهيئة الإداريّة للرابطة، وأميناً للسر في الفترة 1992 - 1994 ، ونائباً للرئيس منذ حزيران 2011 حتى رحيله، كما أنّه كان عضوٌاً في اتحاد الكتّأب العرب . رأسَ نقابة العاملين في المصارف والتأمين والمحاسبة (1993/1994) وانتُخب عضواً في هيئتها الإدارية لدورات عدة. ترشّح للانتخابات النيابيّة في الأردن في دورة البرلمان 2003 . شارك في عدد من المهرجانات الدوليّة الخاصّة بحقوق الإنسان ومناهضة الفقر في العالم وخاصةً تلك التي أقيمت في البرازيل وفي كينيا .
كان منسّق البرنامج الثقافي في مهرجان جرش للثقافة والفنون (2012). وترأس وفود الرابطة إلى اجتماعات المكتب الدائم للاتحاد العام للأدباء والكتّاب العرب في القاهرة والجزائر، والمؤتمر العام للاتحاد في البحرين (2011-2012)، كما ترأس وفد الرابطة في مؤتمر إحياء اتحاد إفريقيا وآسيا بالقاهرة (2012) الذي أُسند فيه للرابطة منصب نائب الأمين العام للاتحاد (عن آسيا).

## مؤلفاته
- أينا يعقد المقصلة، 1976، شعر
- ثم وحدك تموت، 1980، رواية
- بيان خاص، 1982، شعر
- خيط الرمل، 1985، رواية
- نشيد الذئب، 1990، شعر
- الكمبرادور، 1992، رواية
- دوائر الجمر، 2005، رواية
- ولكن الفتى حجر، 2012، شعر

## وفاته
توفي في المملكة الأردنية الهاشمية يوم الأربعاء 30 كانون الثاني 2013 بعد يومين من تعرضه لحادث سير في الطريق إلى العقبة.